# Lytta
Lytta é um gênero de insetos coleópteros polífagos pertencente à família Meloidae. O gênero possui cerca de 110 espécies descritas, sendo cerca de 70 destas sido descritas na região neoártica. São de distribuição holártica.
As larvas parasitam abelhas, se alimentando destas. Estas parasitam principalmente abelhas das famílias Anthophoridae, Colletidae, Halictidae e Megachilidae. Diferentemente dos adultos, que se alimentam de folhagens, pólen, flores e frutas.

## Taxonomia
Foi descrito pela primeira vez em 1775, pelo entomólogo dinamarquês Johan Christian Fabricius. O nome científico, Lytta, deriva do termo grego antigo λύττα, "lútta", que, por sua vez, é uma variante de λύσσα, "lýssa"; que significa "raiva", "fúria", "loucura". Sua espécie-tipo é L. vesicatoria, descrita, inicialmente por Carl Linnaeus em 1758, sob o basônimo de Meloa vesicatorius.
A denominação vernacular "cantárida", que é comum a algumas espécies, referencia os efeitos causados por uma substância tóxica, denominada cantaridina, encontrada nos representantes deste gênero.

## Distribuição geográfica
O gênero distribui-se, geograficamente, pela região holártica. Pela região paleoártica, se distribui pela Europa, principalmente pelo norte europeu ao sul da Escandinávia. Na Ásia, se distribui na região Central e Sudoeste, mais especificamente no sul da Turquia ao norte do Irã e Afeganistão. Na Ásia Oriental, distribui-se pelo sul da China, Taiwan até a região norte da Índia, e também pelo Japão.
Na América do Norte, as espécies deste gênero se distribuem desde a região central do Canadá até o Panamá, na América Central. Também, considera-se uma espécie de distribuição pelo Brasil, embora esta seja, muitas vezes, resignada em outros gêneros.

## Espécies selecionadas
- Lytta abbreviata Klug, 1825
- Lytta aenea Say, 1824
- Lytta aeneipennis (LeConte, 1851)

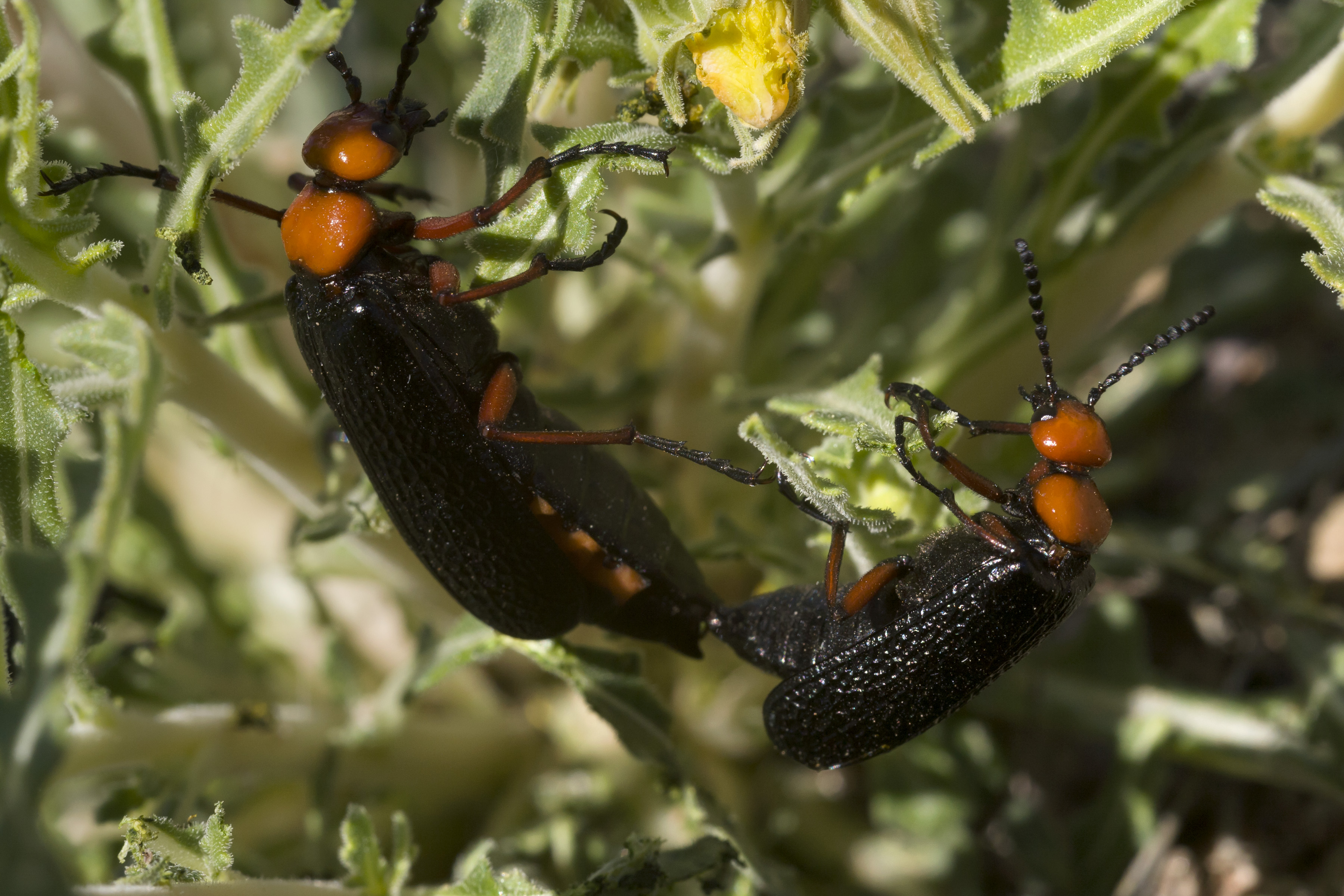
Dois espécimes de L. magister, no condado de Graham, Arizona, Estados Unidos

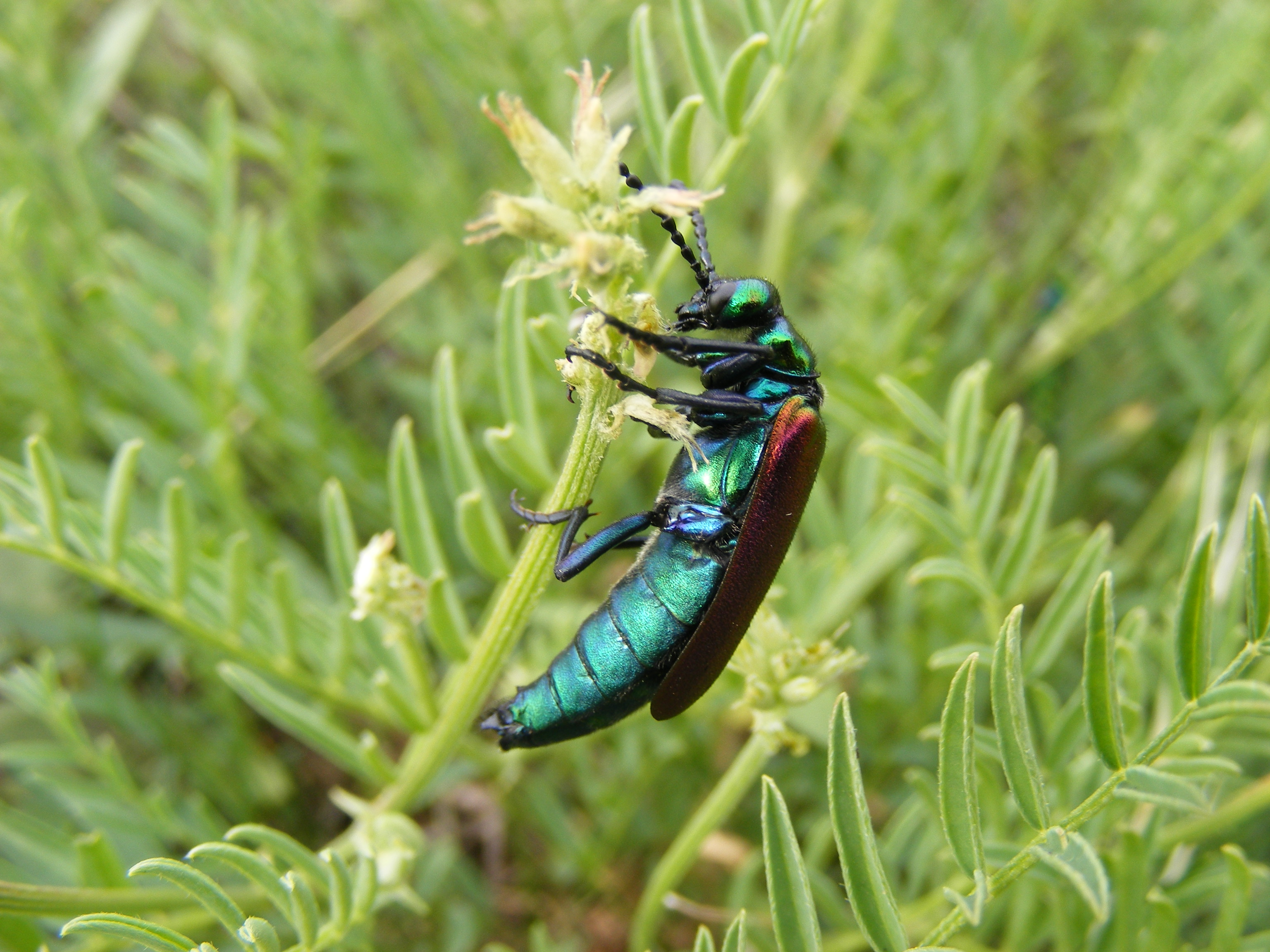
Espécime adulto de L. nuttallii, no Coteau des Prairies, em Dacota do Sul, Estados Unidos

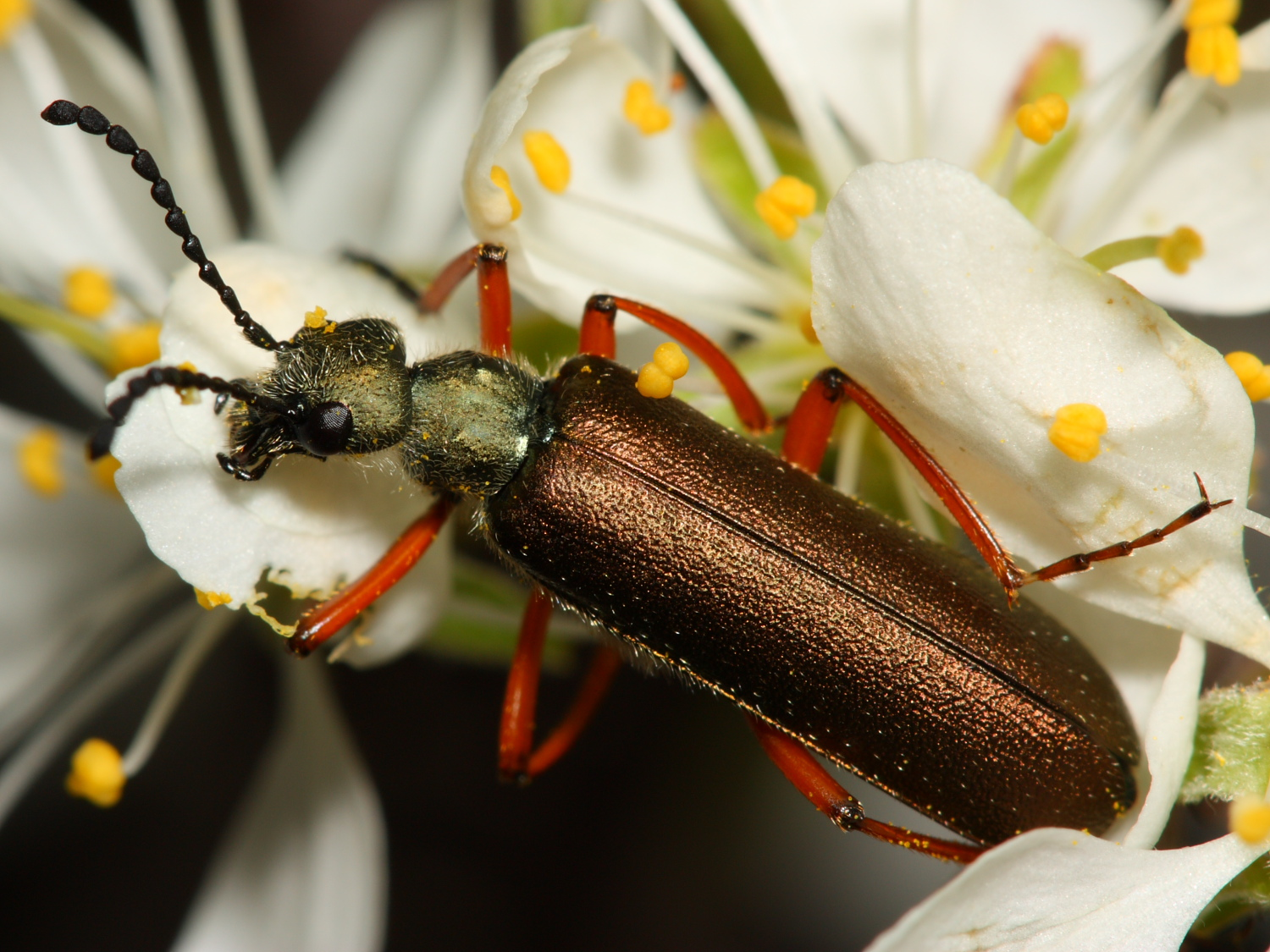
Espécime adulto de L. aenea, se alimentando de flores de árvores do gênero Prunus

- Lytta aeneiventris Haag-Rutenberg, 1880
- Lytta agrestis (Fall, 1901)
- Lytta albida Say, 1824
- Lytta amoena Péringuey, 1892
- Lytta anceps Fischer, 1827
- Lytta antennalis (Marseul, 1873)
- Lytta aratae Berg, 1882
- Lytta arborea Wellman, 1912
- Lytta arizonica Selander, 1957
- Lytta armeniaca Faldermann, 1837
- Lytta atrovirens Dugès, 1886
- Lytta auriculata Horn, 1870
- Lytta badakschanica Kaszab, 1958
- Lytta battonii Kaszab, 1962
- Lytta bayoni Pic, 1914
- Lytta benguellana Pic, 1911
- Lytta bicolor Fischer, 1824
- Lytta bieti Wellman, 1912
- Lytta biguttata LeConte, 1853
- Lytta bimaculosa Kirsch, 1886
- Lytta bipuncticollis Haag-Rutenberg, 1880
- Lytta blaisdelli (Fall, 1909)
- Lytta cantharoides Thunberg, 1791
- Lytta caraganae (Pallas, 1781)
- Lytta cardinalis Chevrolat, 1833
- Lytta cardonii Fairmaire, 1894
- Lytta carneola Péringuey, 1892
- Lytta chalybea LeConte, 1851
- Lytta childii LeConte, 1857
- Lytta chloris (Fall, 1901)
- Lytta chrysomeloides (Linnaeus, 1763)
- Lytta cinctifrons Marseul, 1879
- Lytta clematidis (Pallas, 1782)
- Lytta coccineus (Ménétriés, 1849)
- Lytta comans Selander, 1960
- Lytta confertus (Say, 1824)
- Lytta corallifera Haag-Rutenberg, 1880
- Lytta cribrata LeConte, 1853
- Lytta crotchii (Horn, 1874)
- Lytta cyanescens Haag-Rutenberg, 1880
- Lytta cyanipennis (LeConte, 1851)
- Lytta delauneyi Fleutiaux & Sallé, 1889
- Lytta deserti (Semenov, 1891)
- Lytta deserticola Horn, 1870
- Lytta difficilis Fall, 1901
- Lytta dimidiata Fischer, 1827
- Lytta discipennis (Fairmaire, 1891)
- Lytta ebenina Dugès, 1877
- Lytta erebea Champion, 1892
- Lytta erythrothorax Mendoza y Herrera, 1866
- Lytta eucera (Chevrolat, 1834)
- Lytta exclamans Fairmaire in Révoil, 1882
- Lytta exclamationis Berg, 1889
- Lytta fissiceps Haag-Rutenberg, 1880
- Lytta fissicollis (Fairmaire, 1886)
- Lytta flavicinereus (Blatchley, 1910)
- Lytta flavicollis Gyllenhal in C. J. Schoenherr, 1817
- Lytta flavipennis (Motschulsky, 1860)
- Lytta flaviventris (Ballion, 1878)
- Lytta flavoangulata (Fairmaire, 1891)
- Lytta fulvicornis Burmeister, 1881
- Lytta fulvipennis LeConte, 1853
- Lytta funerea (Fall, 1901)
- Lytta geniculata Haag-Rutenberg, 1880
- Lytta grumi Semenov, 1893
- Lytta hoppingi Wellman, 1912
- Lytta humilis Haag-Rutenberg, 1880
- Lytta incommoda Horn, 1882
- Lytta incompta Pinto, 1985
- Lytta insperata Horn, 1874
- Lytta intricata Champion, 1892
- Lytta kabakovi Kaszab, 1981
- Lytta kashmirensis Bologna, 1983
- Lytta koltzei Haag-Rutenberg, 1880
- Lytta kryzhanovskyi Kaszab, 1962
- Lytta kwanhsiensis Maran, 1941
- Lytta laeta (Waterhouse, 1889)
- Lytta lecontei Heyden, 1890
- Lytta leucophthalma Fairmaire, 1893
- Lytta limbata (L. Redtenbacher in Hügel, 1844)
- Lytta lugens (LeConte, 1851)
- Lytta lugubris (Horn, 1873)
- Lytta luteovittata (Kraatz, 1882)
- Lytta magister Horn, 1870
- Lytta malltiensis Heydon, 1886
- Lytta manicata J. R. Sahlberg, 1903
- Lytta margarita Fall, 1901
- Lytta melaena LeConte, 1858
- Lytta melanurus (Hope, 1831)
- Lytta meloidea Fairmaire, 1883
- Lytta menetriesi Faldermann, 1832
- Lytta michoacanae Champion, 1892
- Lytta mirifica Werner, 1951
- Lytta moerens (LeConte, 1851)
- Lytta moesta (Horn, 1878)
- Lytta molesta (Horn, 1885)
- Lytta morosa (Fall, 1901)
- Lytta morrisoni (Horn, 1891)
- Lytta mutata Harold, 1870
- Lytta mutilata (Horn, 1875)
- Lytta navajo Werner, 1951
- Lytta nigripilis (Fall, 1901)
- Lytta nigrocyanea Van Dyke, 1929
- Lytta nitidicollis (LeConte, 1851)
- Lytta nunenmacheri Wellman, 1912
- Lytta nuttallii Say, 1824
- Lytta occipitalis Horn, 1883
- Lytta ochropus Haag-Rutenberg, 1880
- Lytta peninsularis Fall, 1901
- Lytta plumbea Haag-Rutenberg, 1880
- Lytta poeciloptera Semenov, 1893
- Lytta polita Say, 1824
- Lytta proteus Haag-Rutenberg, 1880
- Lytta puberula LeConte, 1866
- Lytta pullata Berg, 1889
- Lytta pururascens Fall, 1901
- Lytta pyrrhodera Fairmaire, 1895
- Lytta quadrimaculata (Chevrolat, 1834)
- Lytta rathvoni LeConte, 1853
- Lytta refulgens Horn, 1870
- Lytta regiszahiri Kaszab, 1958
- Lytta reticulata Say, 1824
- Lytta roborowskyi (Dokhtouroff, 1887)
- Lytta rubra Hope, 1831
- Lytta rubrinota Tan, 1981
- Lytta rubrinotata Tan, 1981
- Lytta rufula Fairmaire, 1863
- Lytta sanguinea Haag-Rutenberg, 1880
- Lytta sanguineoguttata Haag-Rutenberg, 1880
- Lytta satiata Escherich, 1904
- Lytta sayi LeConte, 1853
- Lytta seitula Champion, 1892
- Lytta selanderi Saha, 1979
- Lytta selanderi Saha, 1979
- Lytta semilineata Haag-Rutenberg, 1880
- Lytta sifanica Semenov, 1910
- Lytta signaticollis Champion, 1892
- Lytta spissicornis (Fairmaire, 1891)
- Lytta stolida Fall, 1901
- Lytta stygica (LeConte, 1851)
- Lytta sublaevis (Horn, 1868)
- Lytta subviolacea Champion, 1892
- Lytta suturella (Motschulsky, 1860)
- Lytta taliana Pic, 1915
- Lytta tenebrosa (LeConte, 1851)
- Lytta testacea Fabricius, 1792
- Lytta texana LeConte, 1866
- Lytta tristis Mäklin, 1875
- Lytta ulkei Beauregard, 1889
- Lytta unguicularis (LeConte, 1866)
- Lytta usta Fairmaire, 1896
- Lytta variabilis Dugès, 1869
- Lytta vesicatoria (Linnaeus, 1758)
- Lytta viridana LeConte, 1866
- Lytta voeti Schoenherr, 1806
- Lytta vrendenburgi (Kaszab, 1962)
- Lytta vulnerata (LeConte, 1851)
- Lytta xanthomeros Fischer, 1827